# Semiologia
La semiologia (dal termine francese sémiologie, che significa "studio del segno") è una disciplina che studia i segni. A differenza della semiotica, si occupa prevalentemente di linguaggi verbali o comunque attribuisce al linguaggio verbale un'importanza centrale.
Considerato che il segno è in generale "qualcosa che rinvia a qualcos'altro" (per i filosofi medievali aliquid stat pro aliquo) possiamo dire che la semiologia è la disciplina che studia i fenomeni di significazione e di comunicazione. Per significazione infatti si intende ogni relazione che lega qualcosa di materialmente presente a qualcos'altro di assente (la luce rossa del semaforo sta per, "stop"). 
Ogni volta che si mette in pratica o si usa una relazione di significazione si attiva un processo di comunicazione (il semaforo è rosso e quindi si arrestano auto e pedoni). Le relazioni di significazione costituiscono un sistema che è presupposto dai concreti processi di comunicazione.

## Le origini
Le riflessioni sul segno hanno una lunga tradizione che percorre l'intera storia della filosofia occidentale. Anche se in questi casi non è possibile parlare di vere e compiute teorie semiotiche, è sempre possibile ricostruire una più limitata storia delle teorie del segno. A grandi linee si può dire che nell'antichità classica (Platone, Aristotele, Stoici, Epicurei) la teoria del segno linguistico veniva tenuta distinta dallo studio del segno logico, collegando la parola a un meccanismo di equivalenza (p = q), mentre il segno in generale era ritenuto fondato su un processo di inferenza ("se p allora q, stante le condizioni x, y, z, n"). Sarà poi con Agostino d'Ippona (354-430 d.C.) che anche la parola, o segno verbale, verrà collocata all'interno di una più generale teoria del segno, privilegiando una concezione di tipo inferenziale, come costante processo di rinvio («Il segno è infatti una cosa che, oltre all'aspetto sensibile con cui si presenta, porta a pensare qualcosa di altro a partire da sé.», De doctrina christiana, I.1.1). La riflessione sul segno troverà interessanti spunti nelle prospettive filosofiche dell'empirismo inglese, in particolare con Francis Bacon (1561-1626) e John Locke (1632-1704). Molto importanti per la futura semiotica sono anche le riflessioni della scuola filosofica razionalista sia francese (René Descartes, 1596-1650) che tedesca (Gottfried Wilhelm Leibniz, 1646-1716).
La semiologia si identifica nelle opere e nelle riflessioni del linguista ginevrino Ferdinand de Saussure (1857-1913).
Di fatto, però, la disciplina in quanto tale trova una prima definizione istituzionale a partire dagli anni sessanta del XX secolo; in questo senso viene identificata tradizionalmente come prima opera di riferimento Elementi di semiologia del francese Roland Barthes (1915-1980), pubblicata nel 1964.
La linea semiologico-linguistica della disciplina è rappresentata da Saussure, dal linguista danese Louis Trolle Hjelmslev, e da Roland Barthes. Da essa sono derivate due delle prospettive più interessanti della semiotica contemporanea: la "semiotica strutturale e "generativa" di Algirdas Julien Greimas, e la "sociosemiotica", che può essere ricollegata ai nomi di Jean-Marie Floch (1947-2001) e Eric Landowski.

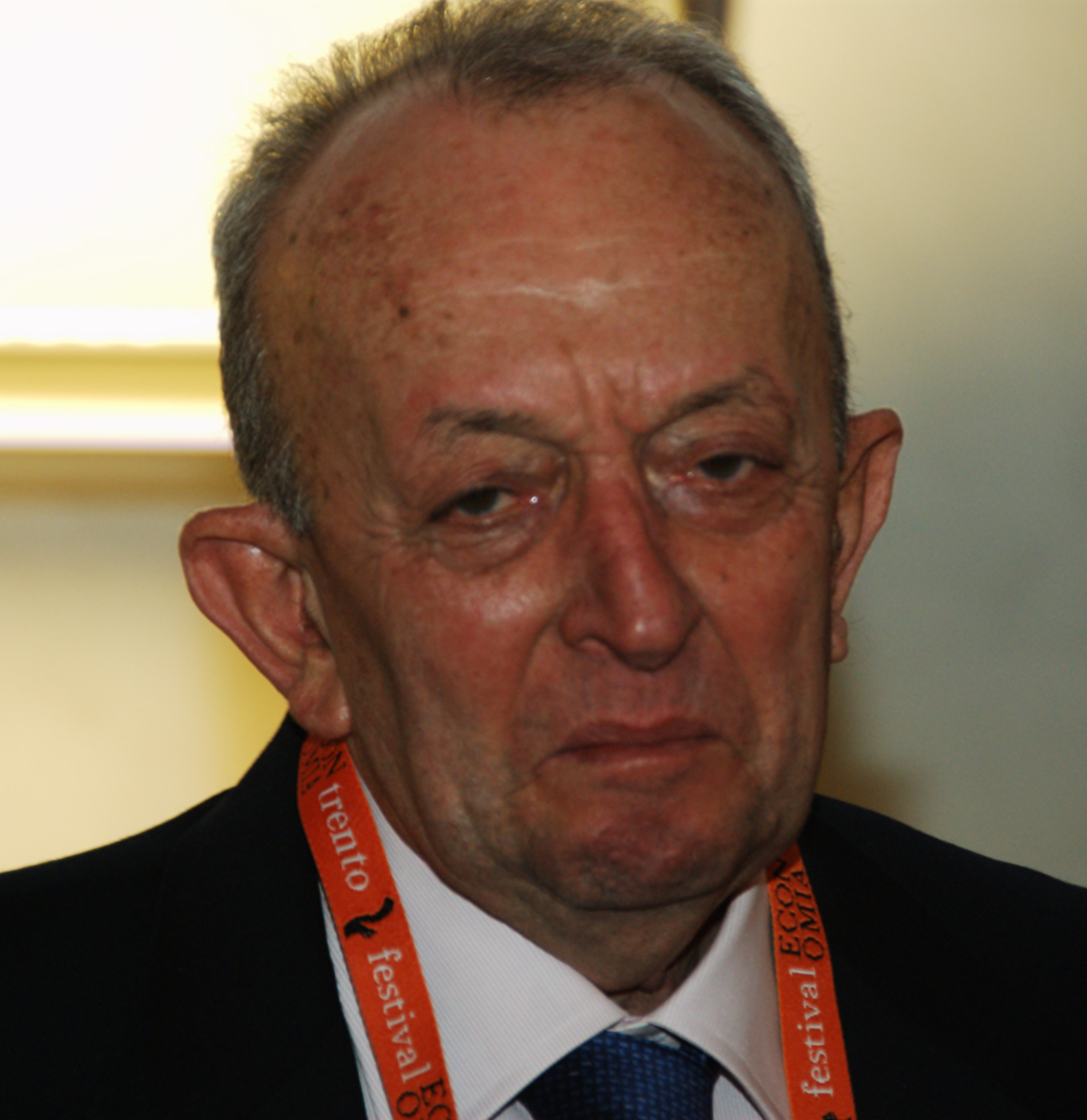
Tullio De Mauro

In Italia molto si deve ad Antonino Pagliaro (1895-1973) e al suo allievo Tullio De Mauro. Pagliaro ritiene che quando un destinatario riceve un messaggio lo può soltanto comprendere completamente, o non comprendere affatto; la semantica in questo caso studia le percezioni e la formalizzazione dei concetti all'interno di ciascun individuo considerato impermeabile rispetto agli altri uomini.

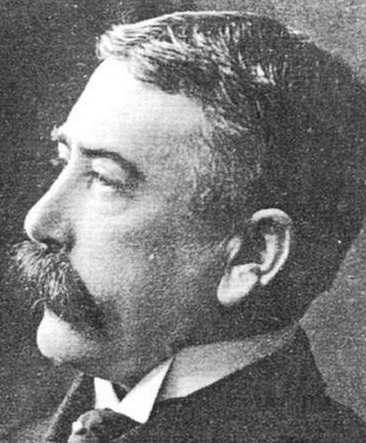
Ferdinand de Saussure

## Ferdinand de Saussure
Saussure per primo, come risulta dal Corso di linguistica generale (1916), sembra avere pensato alla possibilità di "una scienza che studia la vita dei segni nel quadro della vita sociale". La linguistica sarebbe stata una parte di tale scienza e, a propria volta, la semiologia doveva essere parte della più vasta area della psicologia sociale. La stessa definizione di segno in Saussure è legata infatti da un lato ad una prospettiva psicologica (segno = immagine acustica + concetto) e dall'altro a quella sociale (arbitrarietà del segno e concetto di langue come sistema linguistico socialmente condiviso).

## Roland Barthes
Roland Barthes nel 1964 (Elementi di semiologia) muove dall'idea di de Saussure della possibilità di costituire una "scienza generale dei segni" o semiologia. Ma rovescia il rapporto tra linguistica e semiologia: è la seconda a essere parte della linguistica e non il contrario. Questo perché, secondo Barthes, solo nel linguaggio è possibile concepire e identificare il significato delle diverse forme di significazione che incontriamo nel contesto sociale e culturale: cinema, pubblicità, moda, televisione. La semiologia quindi studia le "grandi unità significanti" del discorso sociale. In questo modo Barthes trova punti di contatto tra le ricerche di discipline quali l'antropologia (in particolare l'antropologia strutturale di Claude Lévi-Strauss), della psicanalisi (Jacques Lacan), della sociologia, e dell'analisi letteraria o teoria della letteratura (narratologia). Nel testo del 1964 Barthes prende in considerazione alcune coppie di concetti chiave del pensiero linguistico di de Saussure e ne cerca un'estensione per l'applicazione al settore culturale e sociale (langue/parole; significante/significato; sistema/processo (sintagma); denotazione/connotazione).
Secondo de Saussure il segno è costituito dal rapporto tra un "significante" - inteso come l'immagine acustica del suono che verrà poi materialmente prodotto - e un "significato" - il concetto di ciò a cui si vuole rinviare. Il segno di Saussure è quindi "diadico", vede in gioco due elementi.

## Le aree di ricerca
Qui di seguito viene fornito un elenco di studiosi il cui contributo può essere ritenuto rilevante per comprendere la disciplina:
- Semiotica strutturale
  - Ferdinand de Saussure
  - Louis Trolle Hjelmslev
  - Roland Barthes
  - Julia Kristeva
  - Luis Jorge Prieto